# Người Triều Tiên tại Đài Loan
Người Triều Tiên tại Đài Loan là nhóm dân cư lớn thứ 30 thuộc cộng đồng người Triều Tiên sống ở nước ngoài ("Triều kiều") và là cộng đồng nước ngoài lớn thứ 9 ở Đài Loan.

## Lịch sử
Dù từng có một số ngư dân người Triều Tiên lạc đường, buộc phải định cư ở Đài Loan vào thời nhà Triều Tiên, số lượng những người này không đáng kể. Ngay cả sau khi Nhật Bản kiểm soát Đài Loan vào năm 1895 và sau đó là Triều Tiên bị Nhật Bản cai trị một thập kỷ sau đó, việc di cư từ Triều Tiên sang Đài Loan xảy ra không thường xuyên; chỉ sau hậu quả của Phong trào ngày 1 tháng 3 năm 1919 và những khó khăn kinh tế liên quan đã khiến việc di cư của người Triều Tiên đến Đài Loan trở thành một hiện tượng phổ biến. Hầu hết những người di cư đều định cư ở Cơ Long và các thành phố cảng khác, nơi họ kiếm sống bằng nghề đánh cá. Trong chiến tranh thế giới thứ hai, một số người Triều Tiên cũng bị bắt để phục vụ lao động và được đưa đến Đài Loan. Sau thất bại của Nhật Bản trong chiến tranh thế giới thứ hai đã chấm dứt sự cai trị của Nhật Bản tại Đài Loan, ước tính 1.300 binh sĩ Triều Tiên phục vụ trong Quân đội Đế quốc Nhật Bản và 2.000 thường dân đã tổ chức cuộc hồi hương riêng đến bán đảo Triều Tiên, và đến năm 1946, chỉ có 400-500 người Triều Tiên được biết đến là còn sống ở Đài Loan.
Chính phủ Quốc dân Đảng mới tiếp quản quyền quản lý và thiết lập lại các yêu cầu về việc cư trú tại Đài Loan, với các yêu cầu mới tương đối cứng nhắc, vì vậy những người Triều Tiên duy nhất có thể có được thẻ cư trú là các quan chức và những người có kỹ năng hữu ích trong việc tái thiết sau chiến tranh, ví dụ là những kỹ sư. Những người ở lại này thành lập Hiệp hội Triều Tiên tại Đài Loan vào năm 1947. Do chính sách phân biệt đối xử của chính phủ có lợi cho ngư dân bản địa, hầu hết người Triều Tiên đã bị buộc rời khỏi ngành đánh cá, và chuyển sang làm nông nghiệp và thương mại; họ dần dần rời khỏi Cơ Long, đến các khu vực đô thị lớn khác như Đài Bắc và Cao Hùng.

## Giáo dục
Vào ngày 25 tháng 1 năm 1961, Trường Triều Tiên Cao Hùng (까오숑한국국제학교) được thành lập là trường học Triều Tiên đầu tiên tại Đài Loan. Vào ngày 1 tháng 2 năm 1962, Trường Triều Tiên Đài Bắc (타이뻬이한국학교) được thành lập. Tính đến năm 2007, có tổng cộng 28 học sinh tại trường Triều Tiên Cao Hùng và 50 học sinh tại trường Triều Tiên Đài Bắc.

## Nhân khẩu
Năm 2011, số liệu thống kê của Bộ Ngoại giao và Thương mại Hàn Quốc cho thấy 3.968 công dân Hàn Quốc hoặc cựu công dân hiện đang sống ở Đài Loan. Con số này tăng 26% so với con số 3.158 công dân được thống kê vào năm 2009. Trong đó có 420 người có quốc tịch Trung Hoa Dân Quốc, 283 người là công dân tạm trú, 686 là sinh viên quốc tế và 2.579 người còn lại có các quốc tịch khác. Số liệu thống kê tháng 6 năm 2012 của Cơ quan Di trú Quốc gia (không tính công dân nhập tịch trước đây mang quốc tịch Hàn Quốc) cho biết trong số 3.574 công dân được thống kê, có 1.494 người được công nhận lao động (332 doanh nhân, 96 kỹ sư, 47 giảng viên, 169 nhà truyền giáo, 58 người thất nghiệp và 792 người hiện đang làm các nghề khác), trong khi số còn lại thì không (647 người nội trợ, 774 sinh viên, 652 trẻ em dưới 15 tuổi, và 7 trong các nghề khác).

## Nhân vật nổi tiếng
- Cho Myung-Ha (1905-1928), nhà hoạt động độc lập Triều Tiên
- Lee Hyeong-Suk, cựu thành viên đội bóng rổ nữ Olympic Hàn Quốc, hiện là huấn luyện viên tại Trường Trung học Pu-Men[9]
- Yoo Ha-na, nữ diễn viên truyền hình[10]
- Emily Song, ca sĩ và người mẫu; thành viên nhóm nhạc Dream Girls